# Synanthedon monozona
Synanthedon monozona là một loài bướm đêm thuộc họ Sesiidae. Nó được biết đến ở Nam Phi.